# Шей Гивън
Шеймъс Джон Джеймс „Шей“ Гивън (Seamus John James „Shay“ Given) е бивш ирландски футболист, роден на 20 април 1976 г. в град Лифорд, Ирландия. С над 120 участия за националния си отбор, той е на първо място във вечната класация по изиграни мачове. След като изигра 100-тния си мач, Шей става част от ФИФА Сенчъри Клъб – играчите с над 100 мача за националните си отбори.